# NGC 5249
NGC 5249 est une vaste galaxie lenticulaire située dans la constellation du Bouvier. Sa vitesse par rapport au fond diffus cosmologique est de 8 029 ± 19 km/s, ce qui correspond à une distance de Hubble de 118,4 ± 8,3 Mpc (∼386 millions d'al). NGC 5249 a été découverte par l'astronome germano-britannique William Herschel en 1784.
Selon la base de données Simbad, NGC 5249 est une galaxie LINER, c'est-à-dire une galaxie dont le noyau présente un spectre d'émission caractérisé par de larges raies d'atomes faiblement ionisés.
À ce jour, une mesure non basée sur le décalage vers le rouge (redshift) donne une distance d'environ 109,100 Mpc (∼356 millions d'al). Cette valeur est tout juste à l'extérieur des valeurs de la distance de Hubble. Notons que c'est avec la valeur moyenne des mesures indépendantes, lorsqu'elles existent, que la base de données NASA/IPAC calcule le diamètre d'une galaxie et qu'en conséquence le diamètre de NGC 5246 pourrait être d'environ 64,6 kpc (∼211 000 al) si on utilisait la distance de Hubble pour le calculer.